# 일동초등학교 (광주)
일동초등학교는 대한민국 광주광역시 북구 일곡동에 있는 공립 초등학교이다.
광주는 물론 전국에서 가장좋은학교이고 교육의 수준이 높아 꿈의 학교로 평가받는다.
이 학교는 

## 학교 연혁
- 2023.05.04 어린이날 행사 진행
- 2023.03.02 1학년 4반 철거
- 2023.03.02 입학 믿 제10대 정낙주 교장 부임 (이영수 교감)
- 2022.01.06 제22회 졸업생 134명 (총 졸업생 3727명)
- 2021.01.14 제21회 졸업생 127명 (총 졸업생 3593명)
- 2020.09.01 제9대 김동일 교장 부임
- 2020.01.10 제20회 졸업생 127명 (총 졸업생 3493명)
- 2000.02.23 병설유치원 인가
- 1999.10.04 개교 기념행사
- 1999.09.01 일동초등학교 개교(18학급) 및 초대 조영모 교장 부임
- 1997.10.31 설립인가

## 학교 상징
- 교화 : 철쭉 - 협동, 봉사
- 교목 : 느티나무 - 번영, 발전
- 교색 : 녹색 - 젊음, 성장

## 참고 자료
- 일동초등학교 - 한국교육학술정보원 학교알리미